# Николај Куљомин
Николај Владимирович Куљомин (рус. Николай Влади́мирович Кулёмин; 14. јул 1986, Магнитогорск, Совјетски Савез) професионални је руски хокејаш на леду који игра на позицији левог крила (нападач).
Тренутно игра за екипу Њујорк Ајландерси који се такмиче у Националној хокејашкој лиги (од 2014).
Са сениорском репрезентацијом Русије освојио је две титуле светског првака на Светском првенству 2014. у Минску и СП 2012. у Финској и Шведској.

## Каријера
Професионалну играчку каријеру Куљомин почиње у клубу из свог родног града Магнитогорска у сезони 2005/06. Након солидних резултата у дебитантској професионалној сезони у дресу Металурга (7 голова и 12 асистенција на 42 утакмице) одлази на драфт НХЛ лиге где га је као 44. пика у другој рунди изабрала екипа Мејпл Лифса из Торонта. Иако је потписао трогодишњи уговор са екипом из Торонта већ у мају 2007, Куљомин је остао у Русији и током целе сезоне 2007/08. под условом да буде стандардни играч у екипи Магнитогорска. 
У НХЛ лиги дебитовао је у сезони 2008/09. одигравши укупно 73 утакмице уз учинак од 15 голова и 16 асистенција (31 поен). Први гол у лиги постигао је већ на првој утакмици на отварању сезоне, играној 9. октобра 2008. против Детроита. Уједно био је то и победнички погодак за Лифсе који су славили са 3:2. На утакмици против Канадијанса, одиграној 21. марта 2009, Куљомин је остварио учинак од рекордна 3 поена (један гол и две асистенције) у победи свог тима од 5:2. Током јула 2010. продужио је уговор са клубом на још две године, по којем је требало да зарађује 2,35 милиона америчких долара по сезони.
Најбоље партије пружио је током сезоне 2010/11. коју је окончао са чак 30 постигнутих голова (уз 27 асистенција), поставши тако други најуспешнији руски играч у редовима Торонта свих времена, одмах после Александра Могиљног који је у сезони 2002/03. постигао 33 гола. Иако су преостале три сезоне у редовима Мејпл Лифса биле далеко иза тог просека, Куљомин је у јулу 2012. потписао нови двогодишњи уговор са овим тимом, вредан 2,8 милиона америчких долара по сезони.
Током локаута у НХЛ лиги у сезони 2012/13. наступао је за свој матични клуб Металург Магнитогорск у КХЛ лиги, за који је на 36 утакмица остварио учинак од 38 поена (14 голова и 24 асистенције).
Након 6 сезона проведених у екипи из Торонта, Куљомин је као слободни играч 2. јула 2014. потписао четворогодишњи уговор са екипом Њујорк Ајландерса. За Мејпл Лифсе је одиграо укупно 421 утакмицу и остварио учинак од 195 поена (84 гола и 111 асистенција). 

### Репрезентативна каријера
За националну селекцију Русије дебитовао је на првенству света за играче до 18 година 2004. године, на којем је Русија освојила златну медаљу. Куљомин је на том турниру одиграо 6 утакмица и остварио две асистенције. Две године касније играо је за селекцију до 20 година, са којом је освојио друго место на СП. 
За сениорску селекцију дебитовао је на СП 2006. године у Летонији, на којем је Русија освојила тек 5. место. Највеће успехе остварио је на СП 2012. и СП 2014. када је освојио златне медаље.
Два пута је наступао и на Зимским олимпијским играма (ЗОИ 2010. у Ванкуверу и ЗОИ 2014. у Сочију), а на оба такмичења селекција Русије је такмичење завршила у четвртфиналу.